# Cronaca siculo-saracena di Cambridge
La Cronaca siculo-saracena di Cambridge, nota anche come Tarʾīkh Jazīrat Ṣiqilliya ("Storia dell'isola di Sicilia"), è una breve cronaca medievale anonima che copre gli anni 827-965.
È la prima cronaca siciliana locale dell'Emirato di Sicilia, ed è stata scritta dal punto di vista di un cristiano siciliano del X o XI secolo. La cronaca sopravvive in due versioni: una greca suddivisa in due manoscritti e una versione araba in un unico manoscritto.
Per anni si conobbe solo il testo arabo conservato nella Biblioteca universitaria di Cambridge, da cui prese il nome ma nel 1890 fu scoperta una versione greca.
I testi greci si trovano nella Biblioteca vaticana e nella Biblioteca nazionale di Francia (Codex Parisinus Graecus 920). È stata tradotta in italiano, in inglese e in francese.

## Edizioni
- In Biblioteca arabo-sicula, seconda edizione aggiornata, U. Rizzitano, A. Borruso, M. Cassarino e A. De Simone (eds.), 2 volumi e appendice, Palermo 1982. vol. 1, pp. 277-293.
- In Biblioteca arabo-sicula, seconda edizione aggiornata, M. Amari e U. Rizzitano (eds.), 2 volumi, Palermo 1987-1988. vol. 1, pp. 190-203.